# 複雑系
複雑系（ふくざつけい、英: complex system）とは、相互に関連する複数の要因が合わさって全体としてなんらかの性質（あるいはそういった性質から導かれる振る舞い）を見せる系であって、しかしその全体としての挙動は個々の要因や部分からは明らかでないようなものをいう。
これらは狭い範囲かつ短期の予測は経験的要素から不可能ではないが、その予測の裏付けをより基本的な法則に還元して理解する（還元主義）のは困難である。系の持つ複雑性には、非組織的複雑性と組織的複雑性の二つの種類がある。これらの区別は本質的に、要因の多さに起因するものを「組織化されていない」(disorganized) といい、対象とする系が（場合によってはきわめて限定的な要因しか持たないかもしれないが）創発性を示すことを「組織化された」(organized) と言っているものである。
複雑系は決して珍しいシステムというわけではなく、実際に人間にとって興味深く有用な多くの系が複雑系である。系の複雑性を研究するモデルとしての複雑系には、蟻の巣、人間経済・社会、気象現象、神経系、細胞、人間を含む生物などや現代的なエネルギーインフラや通信インフラなどが挙げられる。
複雑系は自然科学、数学、社会科学などの多岐にわたる分野で研究されている。2021年度のノーベル物理学賞は、複雑系としての気象システムに対する先駆的研究に与えられた。これは複雑系科学にノーベル賞が与えられた初めての事例である。また、複雑系科学の記事も参照のこと。

## 概略
見方によっては人類は何千年も前から自然を相手に複雑系を研究してきたと言えなくも無いが、現代科学としての複雑系の研究は、物理学や化学といった従来の科学分野と比べても、比較的若い分野ということになる。こういった複雑系の科学的研究は、いくつかの異なる流れをたどったものが統合的に整理されて形を成したものである。
中でも数学分野における最大の貢献といえるものは、決定論的な系におけるカオス現象（非線形性に強く関連する力学系のある種の特徴）の発見であろう。ニューラルネットワークの研究は複雑系の研究に必要とされる数学の推進に欠くべからざるものでもあった。
自己組織化系の概念は、非平衡熱力学における（化学者でノーベル賞受賞者のイリヤ・プリゴジンが散逸構造の研究において開拓した内容を含む）研究と強く関係するものである。
複雑系は異なる種類の構成要素が非線形に関連しあうネットワークであり、突発的な振る舞いを見せる。一口に「複雑系」と言っても、どのようなスコープで述べた文脈かということに応じて、多少の多義性を持ちうる。
- 一般に複雑性を示す系（本項で記述）
- 複雑性を示す系について研究する科学分野（詳細は複雑系の科学を参照）
- 複雑性を示す系の抽象的な数理モデルとしての非線形力学系（詳細は複雑性を参照）

複雑系とは何かということについての、厳密ではない定義づけが様々に提案されたが、それらによって複雑系の持つ性質のいくつかは的確に表現されていると考えられる。学術誌サイエンスの複雑系についての特集号 ではそれらのいくつかに焦点が当てられている。
- 複雑系とは、変化を伴う構造を示す高度に構造化された系のことである (N. Goldenfeld and Kadanoff)
- 複雑系とは、その展開が初期条件やわずかな摂動に対して非常に鋭敏な系、相互に作用する独立な構成要因の数が非常に多い系、あるいは系を変化させることのできる経路が複数あるような系のことである。(Whitesides and Ismagilov)
- 複雑系とは、それが描く模様やそれを描く函数からは理解も検証も困難な系のことである。(Weng, Bhalla and Iyengar)
- 複雑系とは、多数の異なる構成要因の間の複数の相互作用の存在する系のことである。(D. Rind)
- 複雑系とは、その過程において一定の漸近的な変化と時間を掛けて現れる変化とを併せ持つような系のことである。(W. Brian Arthur).

複雑系は、単純な要素に分解して法則や原理に落とし込む還元主義の方法論では理解できない。生物を分解してしまうと死んでしまい「生物（生きている物）」として理解できないように、複雑系は分解してしまうと本質が抜け落ちてしまうものだからである。したがって、複雑系の分野を貫く基本スタンスとして「複雑な現象を複雑なまま理解しようとする姿勢」を挙げることができる。
複雑な現象を複雑なまま理解しようとする学問、手法は「複雑系の科学」などと呼ばれることが多いが、その源流に眼を向けると、アリストテレスの「全体とは、部分の総和以上のなにかである」といった言い回しにまで遡ることができる。
近代になって科学哲学において還元主義の蔓延に対して警鐘を鳴らすように、全体を見失わない見解を深化させ、個々の分野で具体的な研究として全体性の重要性を説く論文・著書などを発表する学者・研究者らが現れるようになった。現在ではこうした見解・立場の研究は「ホーリズム」または「全体論」などと呼ばれている。科学哲学の研究者達は、現在のいわゆる複雑系を、広義のホーリズムのひとつである、と位置づけることが多い。

## 複雑系の種類

### カオス力学系
力学系がカオスとして分類されるためには、以下の条件を満足しなければならない。

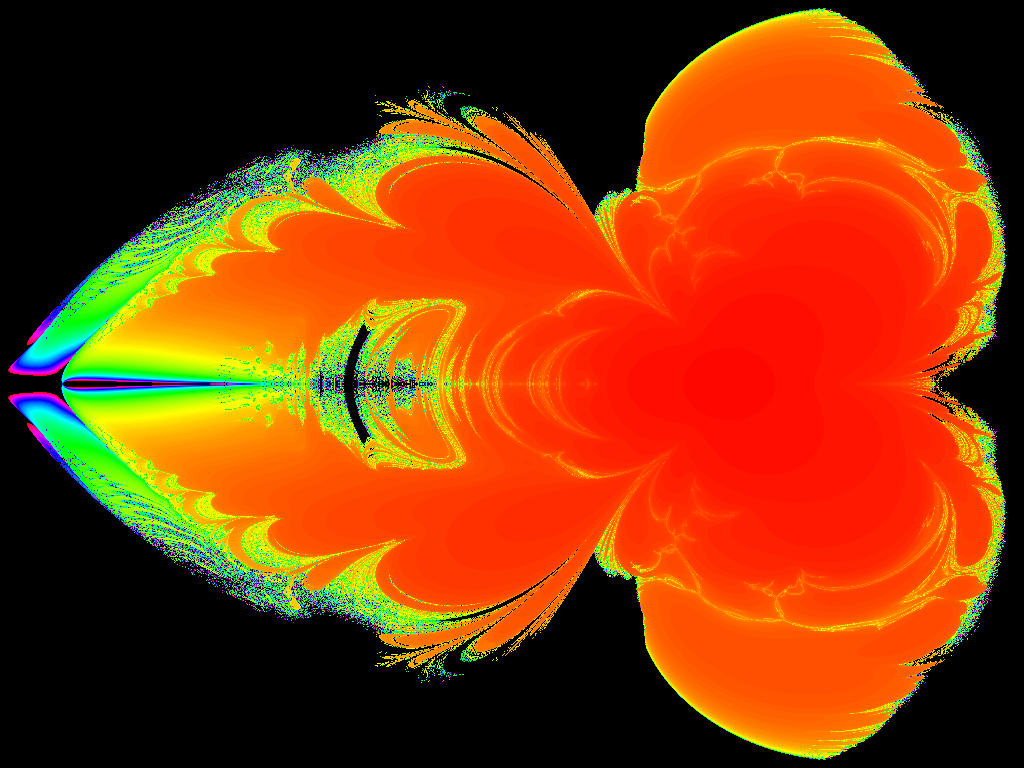
各点 z に対して z^{2} − z + z を対応させるものとして、z の絶対値が 2 を超えるとき、どれほど多くのサイクルを取るかを勘定したもの。反転させると（境界は内部集合）、3番目の条件がうまくいかない恐れがあることが見て取れる。さらに2番目の条件とも合わない。

1. 初期条件に対して鋭敏でなければならない（初期条件鋭敏性）。
2. 位相混合 (topologically mixing) でなければならない。
3. 周期軌道が稠密でなければならない。(カオス理論 § 数学的定義の例を参照)

初期条件鋭敏性は、そのような系における各点は、未来の軌跡がそれぞれで大きく異なるような点たちで、いくらでも近く近似されるということを意味する。したがって、現在の軌跡に対するどれほど小さい摂動でも未来の挙動に大きな違いを生じさせうる。

### 複雑適応系
複雑適応系 (CAS) は複雑系の特別の場合である。この系における複雑性とは、系が多数の相互に関連した要素の離合集散によってなることを言い、この系における適応というのは系間の相互作用による持続的な変容や経験の過程において特定の環境に自己最適化する余地を持つことを示す。複雑適応系の例には、市場経済、証券取引、社会的昆虫や蟻の巣、生物圏・生態系、脳・免疫系・細胞・胚の発生、あるいは製造業など人間の文化における社会集団をベースとする試み全般、政党やコミュニティといった社会システムなどが挙げられる。もちろん、協調タグ付け (collaborative tagging) やソーシャルブックマークシステムといった大規模オンラインシステムも含まれる。

### 非線形力学系
非線形力学系の挙動というのは（線形力学系が重ね合わせの原理に従う対象であるのに対して）重ね合わせの原理には従わない。したがって、非線形力学系の挙動は部分の（あるいは部分の倍数の）単純な和として表すことはできない。

## 複雑系に関する話題

### 複雑系の特徴
複雑系は以下のような特徴を示す。
境界の決定は困難である
複雑系の境界を決定することは難しい。その判断はつまるところ観測者によって成されるのである。
複雑系は開いた系となりうる
複雑系は開いた系となるのが普通である。つまり、そこには熱力学的傾斜とエネルギーの散逸がある。複雑系はエネルギー平衡から程遠いことがよくある、ということもできる。しかし、散逸は不安定でパターン安定性を持ちうる。シナジェティックを参照。
複雑系は記録を持ちうる
複雑系では系の変化の履歴も重要である。なぜなら、力学系は時間とともに変化する力学系であって、以前の状態が現在の状態に影響を及ぼし得るからである。もっときちんと言えば、複雑系はしばしばヒステリシスを示す。
複雑系は入れ子にしうる
複雑系の要素はそれ自身複雑系であることも可能である。例えば経済は、細胞を集めて成り立つ人間の集まりで成り立つ組織の集まりから成り立つ（細胞も人間も組織もいずれも複雑系である）。
動的ネットワークの多様性
カップリング規則と同様、複雑系の動的ネットワークも重要である。スモールワールドネットワークやスケールフリーネットワーク は、多数の地域交流 (local interaction) とわずかの地域間接続 (inter-area connection) を採用するネットワークである。自然界の複雑系はしばしばこの形の位相を示す。例えば、人間の大脳皮質では、びっしり詰まった局所的な繋がりと、わずかの非常に長い軸索が内部領域から脳のほかの領域へ突き出ている様子を見ることができる。
創発現象を発現し得る
複雑系は創発であるような挙動を示すことがある。これは、結果については系の基本的な要素の活動によって十分に決定できるが、より高い階層においてのみ研究することができる性質を持ちうるということである。例えば土塁にいるシロアリは、ある分析のレベルでは生理学的、生物化学的、生物学的に発展するが、シロアリの社会的挙動および土塁の構造物はシロアリの集団からの創発性を持ち、異なるレベルでの分析を必要とする。
非線形力学系との関係
俗な言い方をすれば、これは小さな摂動が大きな影響を与えたり（バタフライ効果を参照）、比例的な効果だったり、全然効果が無かったりするということである。線形力学系であれば効果は「常に」比例的な効果を直接に引き起こす。非線形性を参照。
関係がフィードバックループを含む
複雑系においては、負の（効果を殺ぐ）フィードバックも正の（効果を増す）フィードバックもどちらも常に見つかる。一つの要素の振舞いの効果は、要素自身が変化を与えられたその方法へフィードバックされる。

## 関連文献
- 吉永良正『「複雑系」とは何か』、講談社現代新書、1996、
- ミッチェル・ワールドロップ『複雑系―生命現象から政治、経済までを統合する知の革命』新潮社、1996、ISBN 4105331019
- 田坂 広志『複雑系の知―二十一世紀に求められる七つの知』講談社、1997、ISBN 4062087626
- ミッチェル・ワールドロップ『複雑系―科学革命の震源地・サンタフェ研究所の天才たち』新潮文庫、2000、ISBN 4102177213
- スチュアート・カウフマン『カウフマン、生命と宇宙を語る―複雑系からみた進化の仕組み』日本経済新聞社、2002、ISBN 4532164257
- 塩沢由典『複雑系経済学入門』生産性出版、1997、ISBN 9784820116103。『増補 複雑系経済学入門』ちくま学芸文庫、2020、ISBN 9784480099785
- 市川惇信『複雑系の科学―セル・オートマタ体験CD‐ROM付』オーム社、2002、ISBN 4274024865
- 佐々木正人ほか『アフォーダンス（複雑系の科学と現代思想）』青土社、1997、ISBN 4791791428
- 河本 英夫、ブランケンブルクほか『精神医学―複雑系の科学と現代思想（複雑系の科学と現代思想）』青土社、1998、ISBN 4791791460
- 比較法制研究所 『複雑系としてのイエ』 未来社、1999、ISBN 4624011503
- Chu, Dominique (2011). Complexity: Against Systems. Theory in Biosciences, Springer Verlag.
- Rocha, Luis M. (1999). "Complex Systems Modeling: Using Metaphors From Nature in Simulation and Scientific Models". BITS: Computer and Communications News. Computing, Information, and Communications Division. Los Alamos National Laboratory. November 1999
- Ignazio Licata &  Ammar Sakaji (eds) (2008). Physics of Emergence and Organization, ISBN 978-981-277-994-6, World Scientific and Imperial College Press.
- James S. Kim, Hyper Emotional Society, Version 9. Knol. 2009 Nov 25.
- Alfred Hübler, Cory Stephenson, Dave Lyon, Ryan Swindeman (2011). Fabrication and programming of large physically evolving networks Complexity, 16(5), pp. 7–8
  - Eryomin A.L. (2022) Biophysics of Evolution of Intellectual Systems // Biophysics, Vol. 67, No. 2, pp. 320–326.